# نادي سمورجون
نادي سمورجون لكرة القدم هو نادي كرة قدم بيلاروسي مقره في سمارهون. يتنافس في الدوري البيلاروسي الممتاز.